# Heinrich Adolf von Gablenz
Heinrich Adolph, baron von Gablenz (25 octobre 1762 à Weida - 11 mai 1843 à Leipzig) est un général saxon.

## Biographie
Il suit la carrière militaire et atteint le grade de lieutenant-général.
Il est gouverneur de Dresde.
Il est le père du général Ludwig von Gablenz-Eskeles.